# Tamias dorsalis
La ardilla rayada de barranca  (Tamias dorsalis) es una pequeña especie de mamífero roedor esciuromorfo de la familia Sciuridae que generalmente vive en las zonas barrancosas del oeste de Estados Unidos y México, donde suele haber arbustos como la artemisa, el chamizo, el cerezo y el rosal silvestre. Estas ardillas son muy ágiles, y se les suele ver escalando laderas. Las ardillas rayadas de barranca no almacenan grasa corporal como otras ardillas, por lo que en invierno crean una “bodega” de alimentos. Se alimentan de semillas, frutas, hierba y pequeños animales, como insectos, ranas, salamandras y culebras. Estas ardillas pesan unos 60 g y miden alrededor de 22 cm (los machos son algo más pequeños que las hembras).